# Isaac de Tezanos
Luis Isaac de Tezanos (Montevideo, 25 de agosto de 1839 - Ib., 7 de enero de 1886) fue un político y periodista uruguayo.

## Biografía
En 1863 publicó bajo el seudónimo "El demócrata", un folleto burlesco referido a la obra "Arenas del Uruguay" de Heraclio C. Fajardo, titulado "El azote literario".
Durante el gobierno de Gabriel Antonio Pereira redactó junto a otros jóvenes colorados el periódico opositor El Sol Oriental. Apoyó a Venancio Flores en su revuelta contra el presidente constitucional Bernardo Prudencio Berro, aunque fue desterrado a Buenos Aires en 1866, una vez hecho Flores con el poder.
Vinculado a Lorenzo Latorre, fue uno de los dirigentes de la facción colorada popular, llamada despectivamente «candomberos» por sus adversarios «principistas». Apoyó en varias reuniones la candidatura de José Eugenio Ellauri a la presidencia en 1873, pero bien pronto se desvinculó de él, enfrentándolo desde el periódico El Uruguay, en cuyas páginas escribiera.
Fue acusado por sus enemigos políticos como el organizador (junto a José Cándido Bustamante) de los actos de violencia del 10 de enero de 1875 en la Plaza Matriz de Montevideo, oportunidad en que durante una elección municipal, los ánimos políticos soliviantados derivaron en una verdadera batalla campal entre principistas y candomberos, con un saldo de varios muertos y heridos.
Fue uno de los conspiradores que organizaron la desobediencia militar contra el presidente Ellauri, el cual se vio obligado a renunciar el 15 de enero de 1875. Pedro Varela, hombre del mismo sector político que Isaac de Tezanos, asumió interinamente el poder con total apoyo candombero. Inmediatamente, de Tezanos fue nombrado Ministro de Gobierno (22 de enero de 1875). Latorre y Bustamante también integraron la nueva administración con cargos ministeriales.
Los principistas sindicaron siempre a de Tezanos como la verdadera eminencia gris del gobierno de Varela, sobre todo por las medidas represivas que tuvo frente a la oposición que estos integraban. La más famosa de las mismas fue el destierro de varios principistas a La Habana el 24 de febrero de 1875. Entre ellos se encontraban Julio Herrera y Obes, José Pedro Ramírez y otros destacados políticos y periodistas.
La deportación, sin embargo, fue la fosa política del Ministro de Gobierno. Al crecer la figura de Lorenzo Latorre en la carrera al poder, de Tezanos fue hecho a un lado, y durante el Gobierno provisorio de Latorre no fue tomado en cuenta, volviéndose un opositor a éste.
En 1880 Isaac de Tezanos intentó emerger nuevamente del olvido político, a través de sus artículos en el diario La Nación, que criticaron a Latorre cuando éste renunció a su vez en aquella época. Sin embargo, no logró figuración posterior, muriendo poco tiempo después, a principios de 1886.
Por un breve período, fue Jefe Político y de Policía de Montevideo en 1875, durante el apogeo de su poder.